# André Myhrer
André Myhrer (Bergsjö, 11. siječnja 1983.) je švedski alpski skijaš.

## Olimpijske igre
Na Olimpijskim igrama u Torinu osvojio je 4. mjesto u slalomu. Četiri godine kasnije na igrama u Vancouveru osvojio je brončanu medalju u slalomu. Osvojio je zlatnu medalju u slalomu u Pyeongchangu 2018. godine.

## Svjetski kup
U Svjetskome skijaškome kupu, André je nastupao od 25. siječnja 2004. godine i imao osam pobjeda i ukupno trideset postolja.

### Prve dvije pobjede u Svjetskom kupu
| Datum             | Mjesto       | Disciplina |
| ----------------- | ------------ | ---------- |
| 3. prosinca 2006. | Beaver Creek | Slalom     |
| 6. siječnja 2011. | Zagreb       | Slalom     |

## Vanjske poveznice
- Osobna stranica André Myhrera
- Statistika FIS-a  Arhivirana inačica izvorne stranice od 12. lipnja 2011. (Wayback Machine)